# One Cold Winter's Night
One Cold Winter's Night est le deuxième album live et le premier album DVD du groupe Kamelot sorti le 14 novembre 2006. Il a été produit à partir d'un concert donné la même année à Oslo, en Norvège.
On compte deux versions du DVD
1. une version simple double DVD
2. une version collector édition limitée comprenant 2 CD, du même nom, qui sont la version sonore du DVD. Le coffret comprend également un petit poster promotionnel du DVD.

## Liste des chansons

### DVD 1
1. Intro: Un Assassinio Molto Silenzioso
2. The Black Halo
3. Soul Society
4. The Edge Of Paradise
5. Center Of The Universe
6. Nights Of Arabia
7. Abandoned
8. Forever
9. Keyboard Solo
10. The Haunting
11. Moonlight
12. When The Lights Are Down
13. Elizabeth
14. March Of Mephisto
15. Karma
16. Drum Solo
17. Farewell
18. Curtain Call/Outro

### DVD 2
1. Journey Within
  1. HaloVision With Khan
  2. Up Close with Thomas Youngblood at home
  3. Casey Grillo at ddrum
  4. Up Close Interview with Casey Grillo at home
  5. Up Close with Oliver Palotai
  6. Interview with Simone Simons
2. Videos
  1. The Haunting
  2. March Of Mephisto
  3. March Of Mephisto [uncensored version]
  4. Serenade
  5. March Of Mephisto [Live at Sweden Rock 2006]
  6. Making of "The Haunting"
3. Miscellaneous
  1. Photo Gallery
  2. Band Member Biographies and Top 5's
  3. Discography

### CD 1
1. Intro: Un Assassinio Molto Silenzioso
2. The Black Halo
3. Soul Society
4. The Edge Of Paradise
5. Center Of The Universe
6. Nights Of Arabia
7. Abandoned
8. Forever
9. Keyboard Solo
10. The Haunting
11. Moonlight

### CD 2
1. When The Lights Are Down
2. Elizabeth
3. March Of Mephisto
4. Karma
5. Drum Solo
6. Farewell
7. Curtain Call/Outro
8. Epilogue [Japanese bonus]